# 奈良盆地東縁断層帯

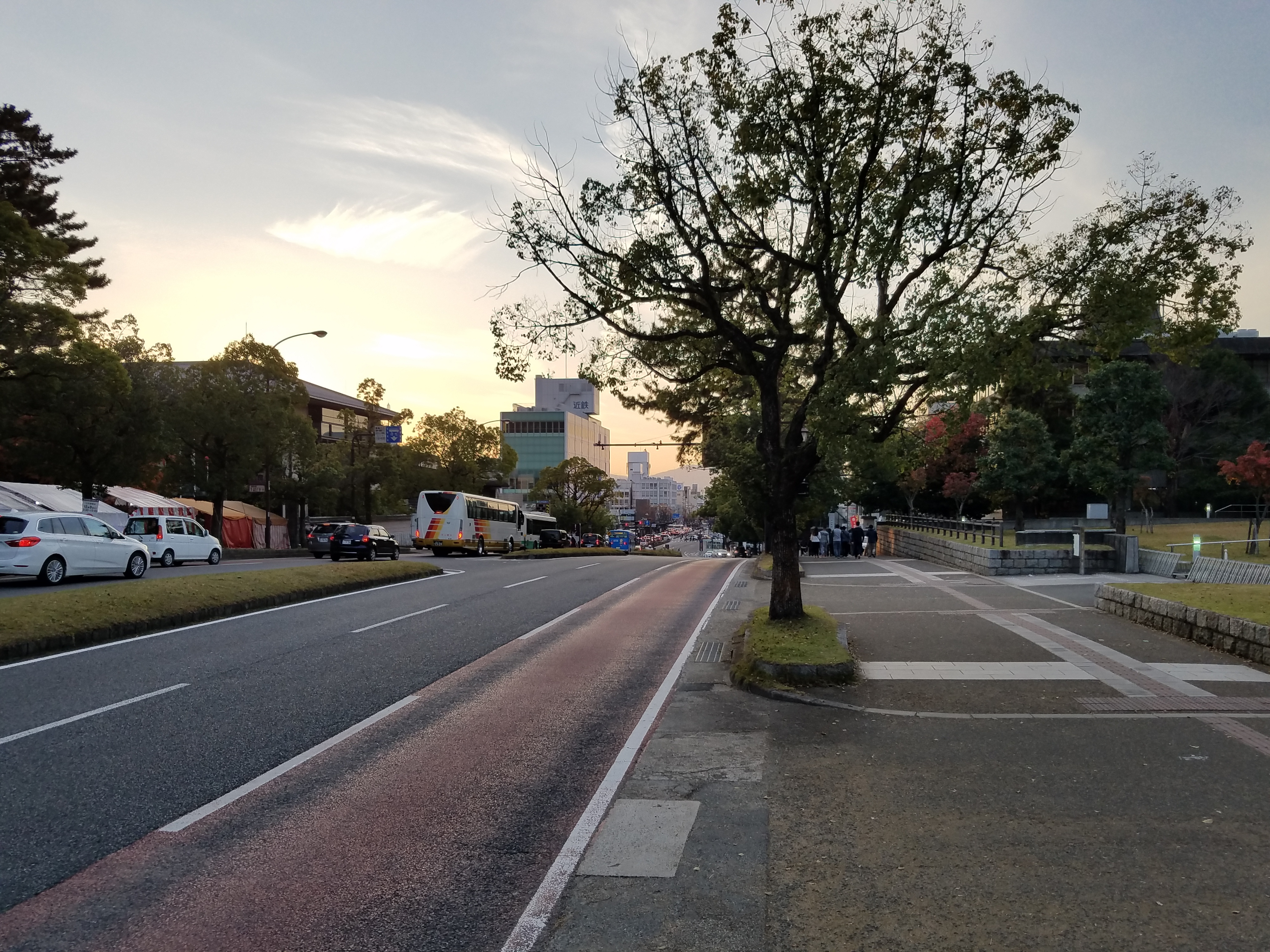
近鉄奈良駅前の断層崖

奈良盆地東縁断層帯（ならぼんちとうえんだんそうたい）は、京都府から奈良県にかけて走る活断層。

## 概要
山科盆地から奈良盆地東縁、おおむね京都府と奈良県の南北にかけて存在する。マグニチュード7.4クラスの地震が発生し、奈良市中心部では震度7を観測すると予測されている。